# Henri Jokiharju
Henri Jokiharju (né le 17 juin 1999 à Oulu en Finlande) est un joueur professionnel finlandais de hockey sur glace. Il évolue au poste de défenseur. Il est le fils du joueur Juha Jokiharju.

## Biographie
Henri Jokiharju est né à Oulu lorsque son père Juha jouait à l'Oulun Kärpät. La famille a ensuite déménagé en France à Amiens et Rouen puis en Norvège à Hamar. Henri Jokiharju a donné ses premiers coups de patins à Briançon en France où son père a passé les deux dernières années de sa carrière chez les Diables rouges de Briançon de 2002 à 2004. De retour à Tampere, Jokiharju débute le hockey sur glace au Koovee Tampere. Il pratique également l'athlétisme et le football durant sa jeunesse. Son frère Juho joue également au hockey sur glace.

### Carrière en club
Après ses premières années au Koovee, il s'est aguerri dans les équipes de jeunes du Jokerit et à partir de 2015 du Tappara Tampere. Il est repêché en 25e position de la sélection européenne 2016 de la Ligue canadienne de hockey par les Winterhawks de Portland. Il part alors en Amérique du Nord et porte les couleurs des Winterhawks dans la Ligue de hockey de l'Ouest. Il est choisi au premier tour, en 29e position par les Blackhawks de Chicago lors du repêchage d'entrée dans la LNH 2017. Le 4 octobre 2018, il joue son premier match en professionnel dans la Ligue nationale de hockey avec les Blackhawks face aux Sénateurs d'Ottawa. Deux jours plus tard, il est crédité de ses deux premières assistances face aux Blues de Saint-Louis. Lors de son troisième match dans la LNH, le 7 octobre, il sert trois aides.
Le 9 juillet 2019, il est échangé aux Sabres de Buffalo en retour de l'attaquant Alexander Nylander. Le 1er novembre 2019, il marque son premier but dans la LNH face aux Capitals de Washington.
Le 7 mars 2025, il est échangé aux Bruins de Boston en retour d'un choix de quatrième tour au repêchage d'entrée dans la LNH 2026.

### Carrière internationale
Il représente la Finlande au niveau international. Il prend part aux sélections jeunes. Il honore sa première sélection senior le 19 avril 2018 face à la Tchéquie, match des Czech Hockey Games 2018. Lors de son deuxième match, il marque son premier but international le 21 avril 2018 face à la Russie au cours d'une victoire 2-1.

## Statistiques

### En club
| Saison     | Équipe                  | Ligue          |     | Saison régulière | Saison régulière | Saison régulière | Saison régulière | Saison régulière |   | Séries éliminatoires | Séries éliminatoires | Séries éliminatoires | Séries éliminatoires | Séries éliminatoires |
| Saison     | Équipe                  | Ligue          | PJ  | B                | A                | Pts              | Pun              | PJ               | B | A                    | Pts                  | Pun                  |                      |                      |
| 2013-2014  | Jokerit U16             | U16 SM-sarja Q | 2   | 0                | 5                | 5                | 2                | -                | - | -                    | -                    | -                    |                      |                      |
| 2013-2014  | Jokerit U16             | U16 SM-sarja   | 32  | 8                | 16               | 23               | 14               | 9                | 3 | 3                    | 6                    | 4                    |                      |                      |
| 2014-2015  | Jokerit U18             | U18 SM-sarja   | 37  | 8                | 22               | 30               | 6                | 10               | 4 | 2                    | 6                    | 2                    |                      |                      |
| 2015-2016  | Tappara U18             | U18 SM-sarja   | -   | -                | -                | -                | -                | 3                | 0 | 2                    | 2                    | 10                   |                      |                      |
| 2015-2016  | Tappara U20             | U20 SM-liiga   | 47  | 9                | 20               | 29               | 20               | 3                | 1 | 2                    | 3                    | 4                    |                      |                      |
| 2016-2017  | Winterhawks de Portland | LHOu           | 71  | 9                | 39               | 48               | 38               | 11               | 0 | 3                    | 3                    | 4                    |                      |                      |
| 2017-2018  | Winterhawks de Portland | LHOu           | 63  | 12               | 59               | 71               | 14               | 12               | 3 | 5                    | 8                    | 2                    |                      |                      |
| 2018-2019  | Blackhawks de Chicago   | LNH            | 38  | 0                | 12               | 12               | 16               | -                | - | -                    | -                    | -                    |                      |                      |
| 2018-2019  | IceHogs de Rockford     | LAH            | 30  | 2                | 15               | 17               | 14               | -                | - | -                    | -                    | -                    |                      |                      |
| 2019-2020  | Sabres de Buffalo       | LNH            | 69  | 4                | 11               | 15               | 32               | -                | - | -                    | -                    | -                    |                      |                      |
| 2020-2021  | Sabres de Buffalo       | LNH            | 46  | 3                | 5                | 8                | 4                | -                | - | -                    | -                    | -                    |                      |                      |
| 2021-2022  | Sabres de Buffalo       | LNH            | 60  | 3                | 16               | 19               | 20               | -                | - | -                    | -                    | -                    |                      |                      |
| 2022-2023  | Sabres de Buffalo       | LNH            | 60  | 3                | 10               | 13               | 30               | -                | - | -                    | -                    | -                    |                      |                      |
| 2023-2024  | Sabres de Buffalo       | LNH            | 74  | 3                | 17               | 20               | 24               | -                | - | -                    | -                    | -                    |                      |                      |
| 2024-2025  | Sabres de Buffalo       | LNH            | 42  | 3                | 3                | 6                | 12               | -                | - | -                    | -                    | -                    |                      |                      |
| 2024-2025  | Bruins de Boston        | LNH            | 18  | 0                | 4                | 4                | 2                | -                | - | -                    | -                    | -                    |                      |                      |
| Totaux LNH | Totaux LNH              | Totaux LNH     | 407 | 19               | 78               | 97               | 140              | -                | - | -                    | -                    | -                    |                      |                      |

### En équipe nationale
| Année | Équipe           | Compétition                      |    | PJ | B | A | Pts | Pun | +/-             |  | Résultat |
| 2015  | Finlande -18 ans | Coupe Hlinka-Gretzky             | 5  | 0  | 2 | 2 | 0   | +2  | Quatrième place |  |          |
| 2015  | Finlande -17 ans | Défi mondial des moins de 17 ans | 5  | 1  | 0 | 1 | 2   |     | Cinquième place |  |          |
| 2016  | Finlande -18 ans | Championnat du monde -18 ans     | 7  | 0  | 3 | 3 | 10  | +3  | Médaille d'or   |  |          |
| 2018  | Finlande junior  | Championnat du monde junior      | 5  | 2  | 2 | 4 | 2   | +2  | Sixième place   |  |          |
| 2019  | Finlande junior  | Championnat du monde junior      | 7  | 2  | 3 | 5 | 2   | +6  | Médaille d'or   |  |          |
| 2019  | Finlande         | Championnat du monde             | 10 | 0  | 3 | 3 | 2   | +1  | Médaille d'or   |  |          |
| 2025  | Finlande         | Confrontation des 4 nations      | 3  | 1  | 0 | 1 | 0   | -1  | 4e place        |  |          |

## Trophées et honneurs personnels

### Ligue de hockey de l'Ouest
- 2017-2018 : nommé dans la deuxième équipe d'étoiles de la conférence ouest